# Lucilia carbunculus
Lucilia carbunculus este o specie de muște din genul Lucilia, familia Calliphoridae, descrisă de Robineau-desvoidy în anul 1863.
Este endemică în Franța. Conform Catalogue of Life specia Lucilia carbunculus nu are subspecii cunoscute.